# Dunkelsmaragd
Dunkelsmaragd (Phaeoptila sordida) är en fågel i familjen kolibrier.

## Utseende och läte
Dunkelsmaragden är en medelstor (9–10 cm) med som namnet avslöjar en relativt färglös fjäderdräkt. Båda könen är matt bronsgröna ovan med ett vitt streck bakom ögat och sotigt ljusgrå under. Hanen har mer utbrett på näbben, medan honan har små vitaktiga hörn på stjärten. Arttypiskt är också beteendet att pumpa och sprida med stjärten under födosäkandet. Det tjattrande lätet är mjukaren än hos brednäbbad kolibri.

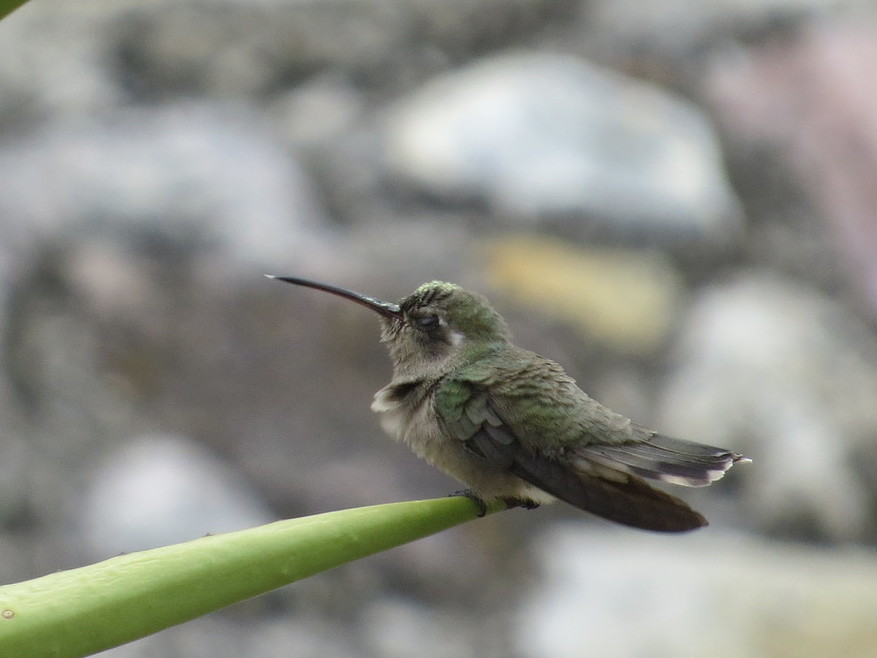

## Utbredning och systematik
Fågeln förekommer i bergstrakter i centrala Mexiko (från Michoacán till Oaxaca). Den behandlas som monotypisk, det vill säga att den inte delas in i några underarter.

### Släktestillhörighet
Arten placeras traditionellt i släktet Cynanthus, men genetiska studier visar att arterna i släktet inte står varandra närmast. Dunkelsmaragden har därför lyfts ut i ett eget släkte, Phaeoptila.

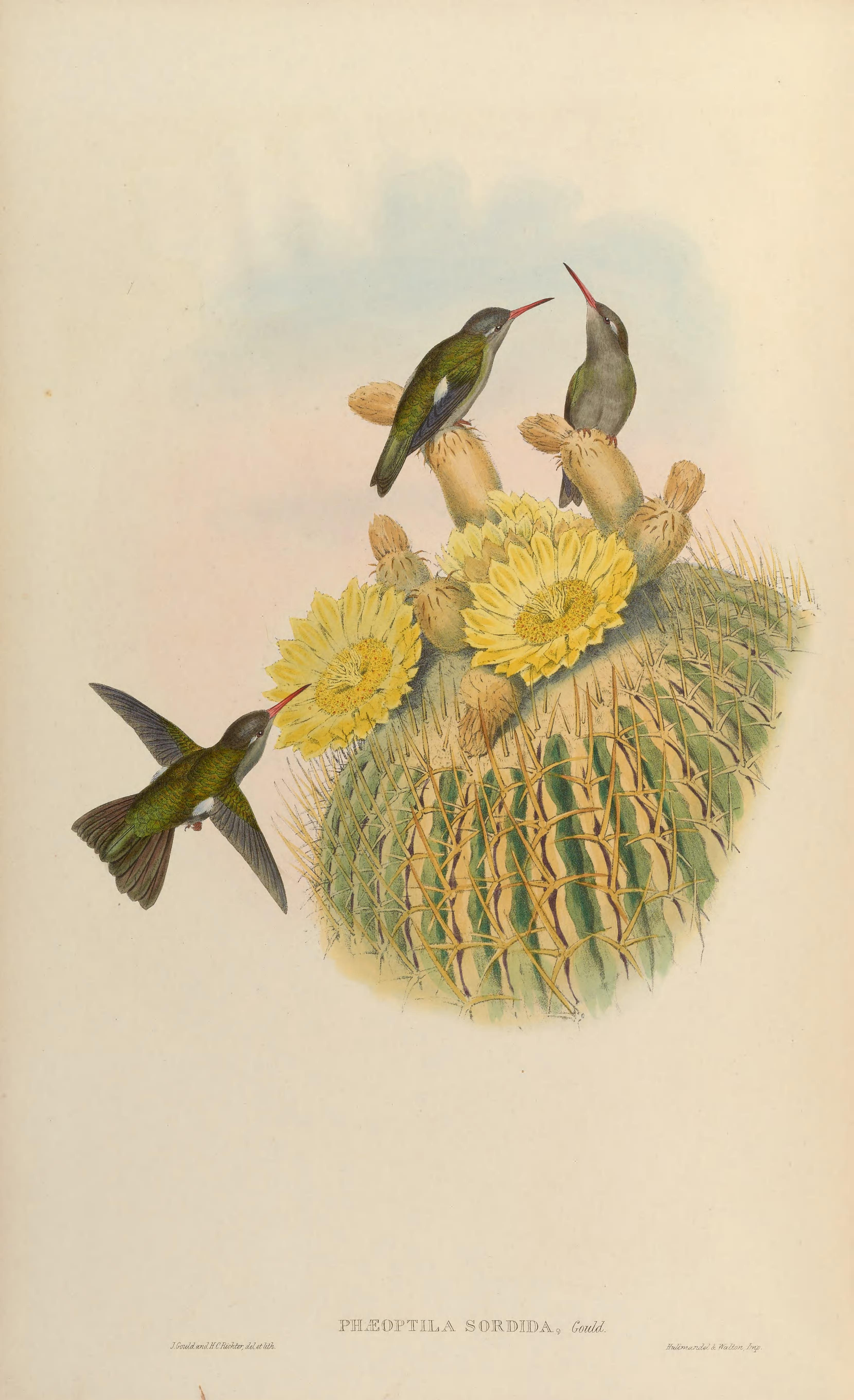

## Levnadssätt
Dunkelsmaragden föredrar öppna eller delvis öppna arida områden med buskar och träd, men kan ibland även hittas vid vägkanter eller i trädgårdar. Den födosöker på alla nivåer efter nektar, men även små leddjur. Häckning har rapporterats från mars, maj, augusti, november och december. Den placerar sitt lilla skålformade på 1,2 till två meter ovan mark i en buske.

## Status
Arten har ett stort utbredningsområde och beståndet anses vara stabilt. Internationella naturvårdsunionen IUCN listar den därför som livskraftig (LC). Beståndet uppskattas till i storleksordningen 50 000 till en halv miljon vuxna individer.